# Patinação artística no Festival Olímpico Europeu da Juventude de Inverno de 2009
As competições de patinação artística no Festival Olímpico Europeu da Juventude de Inverno de 2009 foram disputadas em Cieszyn, Polônia, entre 14 de janeiro e 21 de janeiro de 2009.

## Medalhistas
| Evento                          | Ouro                                           | Prata                                              | Bronze                                             | Ref.  |
| ------------------------------- | ---------------------------------------------- | -------------------------------------------------- | -------------------------------------------------- | ----- |
| Individual masculino (detalhes) | Viktor Romanenkov · Estônia                    | Stanislav Pertsov · Ucrânia                        | Gordei Gorshkov · Rússia                           | [ 1 ] |
| Individual feminino (detalhes)  | Miriam Ziegler · Áustria                       | Joshi Helgesson · Suécia                           | Anne Line Gjersem · Noruega                        | [ 1 ] |
| Dança no gelo (detalhes)        | Tatiana Baturintseva · Ivan Volobuiev · Rússia | Ruslana Yurchenko · Oleksandr Liubchenko · Ucrânia | Gabriela Kubová · Petr Seknička · República Tcheca | [ 1 ] |

## Resultados

### Individual masculino
| Pos.              | Nome                | Nacionalidade | Pontos | PC | PL |
| ----------------- | ------------------- | ------------- | ------ | -- | -- |
| Medalha de ouro   | Viktor Romanenkov   | Estônia       | 148.67 | 3  | 1  |
| Medalha de prata  | Stanislav Pertsov   | Ucrânia       | 146.45 | 1  | 3  |
| Medalha de bronze | Gordey Gorshkov     | Rússia        | 138.28 | 5  | 2  |
| 4                 | Paul Fentz          | Alemanha      | 137.92 | 2  | 5  |
| 5                 | Peter Reitmayer     | Eslováquia    | 133.09 | 4  | 6  |
| 6                 | Saverio Giacomelli  | Itália        | 130.91 | 7  | 4  |
| 7                 | Gaylord Lavoisier   | França        | 129.87 | 6  | 7  |
| 8                 | Alejandro Soler     | Espanha       | 118.50 | 9  | 8  |
| 9                 | Julian Lagus        | Finlândia     | 113.16 | 8  | 10 |
| 10                | Engin Ali Artan     | Turquia       | 105.96 | 15 | 9  |
| 11                | Harry Mattick       | Reino Unido   | 105.72 | 13 | 11 |
| 12                | Sebastian Lofek     | Polônia       | 105.40 | 12 | 12 |
| 13                | Aliaksei Mialiokhin | Bielorrússia  | 103.12 | 10 | 14 |
| 14                | Noah Scherer        | Suíça         | 99.87  | 14 | 13 |
| 15                | Viktor Silov        | Lituânia      | 93.94  | 16 | 15 |
| 16                | Sargis Hayrapetian  | Armênia       | 89.25  | 11 | 16 |
| 17                | Vlad Radu Ionescu   | Romênia       | 76.07  | 17 | 17 |
| 18                | Daniel Nikolov      | Bulgária      | 55.57  | 18 | 18 |
| 19                | Borna Blagojević    | Croácia       | 46.70  | 19 | 19 |

### Individual feminino
| Pos.              | Nome                 | Nacionalidade    | Pontos | PC | PL |
| ----------------- | -------------------- | ---------------- | ------ | -- | -- |
| Medalha de ouro   | Miriam Ziegler       | Áustria          | 141.02 | 1  | 1  |
| Medalha de prata  | Joshi Helgesson      | Suécia           | 125.44 | 2  | 3  |
| Medalha de bronze | Anne Line Gjersem    | Noruega          | 119.51 | 5  | 2  |
| 4                 | Sandy Hoffmann       | Alemanha         | 116.61 | 4  | 4  |
| 5                 | Alexandra Kunova     | Eslováquia       | 111.22 | 6  | 5  |
| 6                 | Alisa Mikonsaari     | Finlândia        | 108.90 | 9  | 6  |
| 7                 | Johanna Allik        | Estônia          | 108.71 | 7  | 7  |
| 8                 | Anastasiya Lystopad  | Ucrânia          | 102.06 | 3  | 15 |
| 9                 | Sofia Curci          | Itália           | 101.57 | 13 | 8  |
| 10                | Sandra Sitbon        | França           | 100.78 | 8  | 11 |
| 11                | Marta Maria Garcia   | Espanha          | 100.40 | 10 | 9  |
| 12                | Kate Powell          | Reino Unido      | 96.07  | 14 | 12 |
| 13                | Kristina Kostkova    | República Tcheca | 95.86  | 12 | 14 |
| 14                | Nika Ceric           | Eslovênia        | 94.87  | 15 | 13 |
| 15                | Sofia Bardakov       | Israel           | 91.98  | 11 | 17 |
| 16                | Deborah Pisa         | Suíça            | 90.13  | 21 | 10 |
| 17                | Dinara Vasfieva      | Rússia           | 89.31  | 17 | 16 |
| 18                | Eva Lim              | Países Baixos    | 86.38  | 16 | 20 |
| 19                | Marta Olczak         | Polônia          | 86.37  | 18 | 18 |
| 20                | Anna Rage            | Letônia          | 83.54  | 19 | 22 |
| 21                | Birce Atabey         | Turquia          | 80.57  | 20 | 21 |
| 22                | Ariana Tarrado Ribes | Andorra          | 77.79  | 26 | 19 |
| 23                | Viktoryia Liakhava   | Bielorrússia     | 74.38  | 27 | 23 |
| 24                | Georgia Glastris     | Grécia           | 69.69  | 25 | 24 |
| 25                | Anita Nagy           | Romênia          | 69.31  | 23 | 25 |
| 26                | Daniela Stoeva       | Bulgária         | 68.33  | 24 | 26 |
| 27                | Monia Aleksić        | Croácia          | 66.63  | 22 | 28 |
| 28                | Viktorija Shalunova  | Lituânia         | 63.55  | 28 | 29 |
| 29                | Jasmina Uzunović     | Sérvia           | 62.47  | 29 | 27 |

### Dança no gelo
| Pos.              | Nome                                     | Nacionalidade    | Pontos | DC | DO | DL |
| ----------------- | ---------------------------------------- | ---------------- | ------ | -- | -- | -- |
| Medalha de ouro   | Tatiana Baturintseva / Ivan Volobuev     | Rússia           | 140.83 | 1  | 1  | 1  |
| Medalha de prata  | Ruslana Yurchenko / Aleksandr Liubchenko | Ucrânia          | 128.04 | 2  | 2  | 2  |
| Medalha de bronze | Gabriela Kubova / Petr Seknicka          | República Tcheca | 117.43 | 3  | 3  | 4  |
| 4                 | Federica Testa / Andrea Malnati          | Itália           | 110.83 | 4  | 4  | 5  |
| 5                 | Dominique Dieck / Michael Zenkner        | Alemanha         | 107.97 | 5  | 6  | 3  |
| 6                 | Roxane Battu / Amaury Mallet             | França           | 104.89 | 6  | 7  | 6  |
| 7                 | Sara Hurtado / Adria Diaz                | Espanha          | 101.14 | 7  | 5  | 7  |
| 8                 | Sophie Jones / Richard Sharpe            | Reino Unido      | 95.99  | 8  | 8  | 8  |
| 9                 | Victoria Bausback / Seelik Mutti         | Suíça            | 82.74  | 9  | 9  | 9  |
| 10                | Emili Arm / Rodion Bogdanov              | Estônia          | 70.62  | 10 | 10 | 10 |

## Quadro de medalhas
| Ordem | País             | Medalha de ouro | Medalha de prata | Medalha de bronze |   | Ordem por total |
| ----- | ---------------- | --------------- | ---------------- | ----------------- | - | --------------- |
| 1     | Rússia           | 1               |                  | 1                 | 2 | 1               |
| 2     | Áustria          | 1               |                  |                   | 1 | 3               |
| 2     | Estônia          | 1               |                  |                   | 1 | 3               |
| 4     | Ucrânia          |                 | 2                |                   | 2 | 1               |
| 5     | Suécia           |                 | 1                |                   | 1 | 3               |
| 6     | Noruega          |                 |                  | 1                 | 1 | 3               |
| 6     | República Tcheca |                 |                  | 1                 | 1 | 3               |
| TOTAL | TOTAL            | 3               | 3                | 3                 | 9 | —               |